# باشگاه فوتبال نفت امیدیه
باشگاه فوتبال نفت امیدیه یک باشگاه فوتبال ایرانی در شهر امیدیه می‌باشد. این باشگاه در سال ۱۳۸۱ تأسیس شده است.
این باشگاه از سال ۸۷ تا کنون در دسته دوم کشور حضور دارد.
بهترین نتیجهٔ این تیم در جام حذفی صعود به ۱/۸ نهائی در فصل ۹۲–۹۳ بود، که توسط مس کرمان حذف شد!